# Gino Swaegers
Gino Swaegers (28 augustus 1976) is een Belgische voetbaltrainer en voormalig voetballer die bij voorkeur speelde als aanvaller. Hij speelde onder meer vijf seizoenen voor KFC Zwarte Leeuw en drie seizoenen voor Hoogstraten VV. In 2013 stopte Swaegers met voetballen. Sinds 2014 is Swaegers actief als trainer, eerst als assistent en sinds 2017 als hoofdtrainer. Sinds 2021 is Swaegers hoofdtrainer bij KFC Zwarte Leeuw.  

## Spelerscarrière
Swaegers begon met voetballen bij Sint-Lenaarts. In 1987 trok hij naar het grotere Zwarte Leeuw, in buurgemeente Rijkevorsel. Swaegers maakte in 1994 zijn debuut in het eerste elftal van Zwarte Leeuw, onder trainer Filip Mesmaekers. Hij speelde bij zeven verschillende ploegen tijdens zijn carrière. In 2013 stopte Swaegers met voetballen.

## Trainerscarrière
In 2017 werd de tot dan toe onervaren Swaegers als hoofdcoach gehaald voor Hoogstraten, dat midden in het seizoen zonder trainer kwam te zitten. Swaegers was op dat moment al een half seizoen assistent-coach van Hoogstraten. Na dat seizoen nam Swaegers weer afscheid van Hoogstraten. Een seizoen later werd Swaegers weer hoofdcoach van KFC Sint-Lenaarts. Na drie seizoenen verliet hij in 2021 de club om over te stappen naar Zwarte Leeuw als opvolger van Gert Jochems.